# Милосав Јелић
Милосав Јелић (Скобаљ, 13. март 1883 — Београд, 6. јул 1947) био је српски четник који је деловао током борби за Македонију и Стару Србију, књижевник, ратни песник и један од водећих београдских журналиста у Политици, најтиражнијим новинама пре Другог светског рата. Заједно са Милојем Поповићем Кавајом написао је текст за композицију Марш на Дрину, Станислава Биничког.

## Биографија
Рођен је 1883. године у месту Скобаљ код Смедерева у српској породици. Након завршетка гимназије у Београду, 1903. године студирао је војну историју на Војној академији у Београду. По завршетку студија ступио је у Српску четничку организацију, учествовао у Балканским ратовима и у Првом светском рату, да би након тога био распоређен у дипломатско посланство.
Двадесетих година 20. века почиње да ради за Политику, најтиражније дневне новине у Београду.
Током Борбе за Македонију и Битке на Великој Хочи, Јелић је објавио песму Мајка Кујунџића у збирци Србијански венац, а у част војводе Лазара Кујунџића. У истој књизи написао је песму за Стојана Корубу. Овековечио је и добровољца поднаредника Михајла Јовановића у својој књизи, за храбри чин на врхунцу Првог светског рата, 1917. године. Та песма као и друге донеле су му репутацију ратног песника. Јелић  је такође написао текст за популарну композицију Марш на Дрину Станислава Биничког, заједно са Милојем Поповићем Кавајом.
Био је власник и уредник листа Вардар (Скопље 1925-26).
Јелић је у комунистичким временима пао у немилост због подршке старом поретку и повезаности са четничким покретом.

## Радови
- Летопис Југа: Листине: Записи: Дневник: Поменик. Београд, 1930.[9]
- Србијански венац, Нови Сад, 1919, Београд, 1931.[10]
- Албанија: записи о људима и догађајима, Београд, 1933.[11]
- Књига Стихова, Београд, 1937.[12]